# Salah Bouhafs
Pour les articles homonymes, voir Bouhafs.
Salah Bouhafs est un footballeur algérien né le 22 juillet 1985 à El Eulma dans la banlieue de Sétif. Il évoluait au poste d'attaquant.

## Biographie
Il évolue en Division 1 avec les clubs de l'ASO Chlef, du MC Saïda, et du NA Hussein Dey.

## Palmarès
- Champion d'Algérie de Ligue 2 en 2008 avec le MC El Eulma